# Gunaki, Bijapur
Gunaki là một làng thuộc tehsil Bijapur, huyện Bijapur, bang Karnataka, Ấn Độ.